# Cytospora jasmini
Cytospora jasmini är en svampart som beskrevs av Cooke 1885. Cytospora jasmini ingår i släktet Cytospora och familjen Valsaceae.   Inga underarter finns listade i Catalogue of Life.